# Dolice (gmina Dolice)
Dolice (niem. Dölitz) – wieś w Polsce, położona w województwie zachodniopomorskim, w powiecie stargardzkim, w gminie Dolice, 20,5 km na południowy wschód od Stargardu (siedziby powiatu).

## Historia
Dolice posiadają metrykę wczesnośredniowieczną, wzmiankowana w 1282 r., jako własność klasztoru w Kołbaczu.
Pierwszą pisaną informację o plemieniu Pyrzyczan, do którego należały m.in. grody obecnej gminy Dolice przekazał tzw. Geograf Bawarski w 850 roku n.e. W 1535 roku z dóbr poklasztornych i kościelnych utworzono domenę państwową z siedzibą w Dolicach. Z dzieła pt. 'Konsistorialrates' Büggemanna z 1774 roku, dowiadujemy się o majątku kościelnym oraz o gospodarstwie kaznodziei i kościelnego, a także o całych Dolicach. Czytamy w nim m.in.: „…Dolice położone są na południe od Suchania i na południowy wschód od Stargardu. Przez wieś przepływa Mała Ina. W północno-wschodniej części wsi znajduje się folwark (dobro) z zarządem, kompleks łąk i obsługujący wieś młyn wodny. Znajduje się tam również folwark kaznodziei i kościelny, 27 rolników z sołtysem, 10 zagrodników, 1 kowal, 1 dom wdowy po kaznodziei, 10 budników (w folwarku Mogilica dwóch)…”. Do dóbr kościelnych należały również owczarnie w Mogilicy wraz z przyległymi łąkami, pastwiskami i polami. Majętności kościelne w Dolicach wraz z Dobropolem, stanowiły obszarowo największą posiadłość Kościoła na Pomorzu.
W 1847 roku doprowadzono do Dolic linię kolejową. Obok dworca kolejowego, w którym mieściła się także spedycja pocztowa, urządzono bocznicę przeładunkową towarów, z której korzystała okoliczna ludność. Pod koniec lat dwudziestych XX wieku Dolice stanowiły dużą osadę typu małomiasteczkowego z kościołem parafialnym i plebanią. Folwark domenalny złożony był z dwóch podwórzy i kilku budynkowej kolonii mieszkalnej oraz gorzelni, cegielni i stadniny koni. W Dolicach mieściło się kilka urzędów, instytucji i zakładów pracy, takich jak: leśnictwo państwowe, urząd pocztowy i celny, szkoła, ośrodek zdrowia (z dwoma lekarzami), apteka, posterunek policji, dom dziecka, dworzec kolejowy ze stacją przeładunkową towarów. Osiedle pracowników kolejowych (z lat dwudziestych XX wieku), złożone z kilku segmentów dwukondygnacyjnych domów mieszkalnych, połączonych parterowymi budynkami gospodarczymi z poddaszem użytkowym. W Dolicach istniał także drugi zespół młyński (od lat dwudziestych XX wieku) u wylotu obecnej ul. Wojska Polskiego, składający się z budynku młyńskiego, magazynu oraz domu mieszkalnego z zapleczem gospodarczym. Działała także olejarnia, wiatrak, tartak, rozlewnia napoi, karczma, 5 zajazdów, 3 piekarnie, zakład fotograficzny i inne. Wykonywane były prawie wszystkie zawody ręczne: kowalstwo, murarstwo, stolarstwo, szewstwo, krawiectwo, fryzjerstwo i inne. Łącznie mieszkało w Dolicach w tym czasie 1669 ludzi.

### Archeologia
W latach 70. XX wieku, przeprowadzono szereg prac archeologicznych pod kierunkiem prof. Tadeusza Wiślańskiego. Przebadany został m.in. podwójny grób megalityczny, tzw. grobowiec kujawski, przy granicy pól Pomietowa i Karska oraz inne położone na polach Krępcewa i w lesie w pobliżu Dolic.
Również w latach 70. XX wieku, archeolodzy szczecińskiego oddziału ZANIKM PAN pod kierunkiem S. Wesołowskiego i H. Bony, przeprowadzili szereg prac badawczych na terenie lasu pomiędzy miejscowościami: Dolice, Mogilica i Sądów, które potwierdziły występowanie rozległych cmentarzysk kurhanowych i towarzyszących im śladów osad, należących do tzw. kultury łużyckiej (1300-400 lat p.n.e.).
Zachowane stanowiska archeologiczne:
- Megalit sprzed 5 tys. lat, z młodszej epoki kamienia (neolitu), pozostałość po kulturze pucharów lejkowatych;
- Ślady osad z okresu rzymskiego starszego i wczesnego średniowiecza;
- Grodzisko słowiańskie z XIII wieku założone na miejscu osady z okresu rzymskiego starszego (I-II w. n.e.) i wczesnego średniowiecza (VI-XI w. n.e.). Było ono siedzibą administracji w obrębie wielkiej posiadłości feudalnej cystersów z Kołbacza. Odgrywało ważną rolę punktu strażniczo-militarnego w czasie licznych walk pogranicznych, które toczyły się w XIII i XIV w. pomiędzy książętami pomorskimi, a margrabiami brandenburskimi. W pobliżu grodu powstał folwark cystersów oraz wieś, wzmiankowana w źródłach pisanych już w 1282 roku przy okazji potwierdzania posiadanych już wcześniej dóbr przez cystersów kołbackich.

Stanowiska te świadczą o bardzo wczesnym zasiedleniu tego terenu.
Po północnej stronie wsi poza rzeką, zlokalizowany był folwark domenalny utworzony po kasacji dóbr klasztoru kołbackiego w 1532 r
.

### II wojna światowa
W okresie wojny znajdowało się tu okresowo kilka zbiorowych obozów pracy przymusowej. Jedna z grup przetrzymywana była w baraku nad jeziorem, na wysokości stacji kolejowej. Drugim miejscem był majątek ziemski, w którym pracowała dość liczna grupa robotników przymusowych.
Okolice Dolic objęte były operacją Sonnenwende w okresie od połowy do końca lutego 1945 roku. Ostatecznie wyzwolone przez wojska marszałka Żukowa 9 lutego 1945 r.

### Okres powojenny
W pobliskim lesie znajdowała się dość długo jednostka wojskowa zabezpieczająca składy, magazyny i maszyny rozmontowane w niemieckich fabrykach, skąd wysyłano je do ZSRR. W lipcu 1945 z Dolic wysiedlono wszystkich Niemców.

## Zabytki

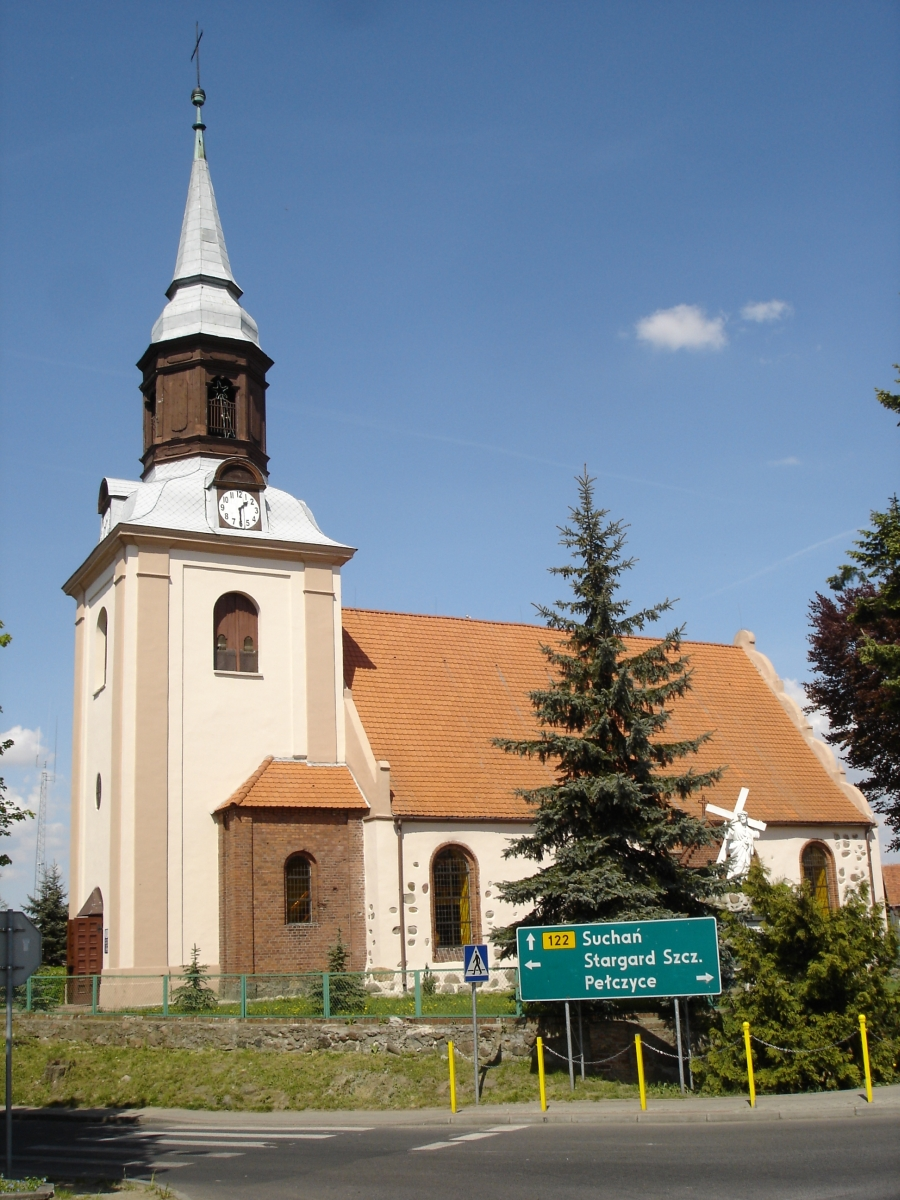
Kościół parafialny w Dolicach

- kościół, dominantę układu owalnicowego oraz najstarszy element historycznej kompozycji wsi stanowi murowany (kamienno-ceglany) kościół parafialny z 1596 r. Najstarszą częścią kościoła jest korpus nawowy z zachowanymi elementami architektury renesansowej (1596 r.). W XVIII wieku dobudowano okazałą i urokliwą wieżę z ciekawą drewnianą ośmioboczną latarnią zwieńczoną barokowym, blaszanym hełmem. W XIX wieku dostawiono do nawy ceglaną neogotycką kruchtę boczną oraz do wieży dwa aneksy z klatkami schodowymi na chór. Kościół posiada cenne wyposażenie: manierystyczny ołtarz i renesansową ambonę z 1613 r. (fundacja rodu Wedel, v. Borcie i v. Papstein dla kościoła w Morzycy)[9].

W XIX wiecznej chrzcielnicy znajdowała się (obecnie w zbiorach Kurii Metropolitarnej w Szczecinie) zabytkowa (barokowa) misa chrzcielna z 1646 r. Na drewnianym kolebkowym stropie widnieją malowidła ze scenami i napisami nawiązującymi do Nowego Testamentu. W czasie wojny, przez pocisk artyleryjski, częściowo uszkodzona została wieża oraz część dachu. Przez to wieża do dzisiaj jest lekko pochylona. Po wojnie zachował się jeden dzwon. Wnętrze kościoła pozostało bardzo zaniedbane po tym, jak Rosjanie przetrzymywali w nim ok. 70 szt. koni. Używali oni też tego miejsca do wyświetlania filmów. Zniszczone i rozebrane organy zastąpiono fisharmonią. Ołtarz główny i ambonę z upoważnienia Kurii Administracji Apostolskiej przeniesiono ze zniszczonego kościoła w Morzycy.
- park dworski, pozostałość po dworze[10].

inne

### Cmentarze
W okolicznych lasach i na polach znajdują się pojedyncze kurhany, a nawet całe cmentarzyska, jako pamiątki po dawnych mieszkańcach tych ziem. Pozostają one świadectwem ciągłości osadniczej, trwającej od kilku tysięcy lat.

#### Cmentarz przy kościele
Na terenie kościoła znajduje się historyczna nekropolia ukryta obecnie pod powierzchnią ziemi. Wyeksponowana została jedynie płyta nagrobna pochodząca z ok. 1831 roku z grobu żony byłego pastora. Przymurowano ją do zewnętrznej ściany kruchty bocznej kościoła. Widniejący napis w języku niemieckim informuje, że spoczywają tam doczesne szczątki Fryderyki Krystyny Wilchelminy Bluth z domu Schwabes, wdowy po zmarłym kaznodziei Jakubie Auguście Peterze Bluth, urodzonej 30 stycznia 1759 r., zmarłej 12 stycznia 1831 r. Płytę tę ufundowały dzieci i przyjaciele.

#### Cmentarz komunalny
Użytkowany obecnie cmentarz komunalny, położony po południowo-wschodniej stronie wsi, obok drogi do Sądowa, został założony w połowie XIX w. Na początku XX wieku, w północnej części prostokątnego cmentarza wybudowano modernistyczna kaplicę cmentarną. Jest to dość okazała ceglana budowla z pięknymi, arkadowymi podcieniami oraz dekoracyjnym układem cegieł w elewacji frontowej.
W centralnej części cmentarza dwie kwatery ze starego cmentarza poewangelickiego, pozostawione w formie zieleni parkowej z zachowanymi destruktami nagrobków. Jest to dość zadbana i urokliwa część dawnej nekropolii ze starodrzewem porośniętym bluszczem.

#### Inne miejsca
- Grodzisko z XIII wieku, położone na północ od rzeki Mała Ina. Jedna z miejscowych legend mówi, że po pewnej bitwie przywieziono tutaj i pochowano bez trumien dużą liczbę zwłok[11].
- Dwa leśne cmentarze, które znajdowały się na terenie późniejszej bazy magazynowej jednostki LWP Nr 3338 w Dolicach. Od 15 sierpnia 1922 roku istniał tam czterooddziałowy dom dziecka. Jeden z ww. cmentarzy prawdopodobnie związany był z funkcjonowaniem tego domu. Natomiast drugi - starszy, mógł należeć do którejś z zaginionych miejscowości w pobliżu Dolic (Treben, Stenwehr, Niribena, De Linde), o których piszą historycy[6].
- Na terenie Dolic i w okolicznych lasach, znajdowało się kilka mogił żołnierzy rosyjskich i niemieckich, pochodzących z końca drugiej wojny światowej. W późniejszych latach ciała żołnierzy rosyjskich przeniesiono na teren Międzynarodowych Cmentarzy Wojennych w Stargardzie i w Choszcznie. Znane są także miejsca spoczynku byłych żołnierzy niemieckich.
- Cmentarz przy obecnej szkole, który funkcjonował od 1848 roku do końca XIX wieku. Pierwsze pogrzeby na tym miejscu nastąpiły w 1848 r. Jedną z przyczyn założenia tego cmentarza był brak miejsca na zapełnionym już cmentarzu przykościelnym a drugą epidemia cholery. Tylko w czasie od 12 października do 17 listopada 1848 roku, zmarło na nią w Dolicach 29 osób, gdy tymczasem w Dobropolu, gdzie znajdował się kościół filialny parafii dolickiej, zmarło 360 ludzi, w tym 60 pracowników sezonowych z Polski, pracujących przy budowie drogi Dolice-Pełczyce[6].

## Przyroda
Do zabytków przyrodniczych miejscowości należą:
- Park dworski ze starodrzewem;
- Zabytkowa aleja dębów czerwonych (28 szt.) oraz szypułkowych (ok. 370 szt. o obw. do 400 cm) przy drodze z Dolic do Mogilicy (2,8 km);
- Zabytkowa aleja klonów, jesionów i dębów szypułkowych o długości 2,2 km przy drodze z Dolic do Bralęcina (ok. 470 szt. drzew). W alei tej rośnie także olbrzymia podwójna lipa drobnolistna o obw. pni 480 i 630 cm);
- Aleja lip drobnolistnych, kasztanowców i jesionów z Dolic w kierunku Dobropola (0,2 km o obw. do 300 cm).

Na terenie gminy Dolice znajdują się głazy narzutowe umieszczone w rejestrze Wojewódzkiego konserwatora przyrody:
- Moskorzyński Głaz - (gnejs szaro-różowy), położony około 1250 m na wschód od miejscowości Moskorzyn – na skraju lasu, przy drodze leśnej w kierunku Dolic. Posiada wymiary: obwód 15 m, długość 5 m, wysokość 2,5 m i szerokość 3,8 m. Na początku lat 20. XX wieku został wykorzystany jako główny element symbolicznego cmentarza młodzieży niemieckiej pochodzącej z okolic Moskorzyna, która poległa w czasie pierwszej wojny światowej. Na odłupanych z niego fragmentach płyt wypisano nazwiska i imiona zmarłych oraz daty narodzin i śmierci. Leży około 1 kilometra na wschód od wsi Moskorzyn.
- Mogilicki Głaz - fragment skały (granit różowy) położony ok. 2,5 km od Bralęcina w pobliżu (ok. 50 m) drogi leśnej prowadzącej z Bralęcina do jeziora Gardzko k/Mogilicy. Posiada wymiary: obwód 12,42 m, długość 5,25 m, wysokość 2,26 m i szerokość 1,44 m.

Pozostałe dwa głazy uznane przed wojną za obiekty pomnikowe, a obecnie jeszcze nie, to:
- Głaz Rolnik - położony na granicy pól wsi Skrzany i Przywodzie (około 800 m na zachód od Skrzan). Posiada obwód 11,4 m (jest mocno zagłębiony i tylko jego czubek wystaje ponad ziemię na wysokość ok. 1,8 m). Wokół głazu znajduje się głazowisko złożone z kamieni polnych różnej wielkości. Przed wojną Głaz Rolnik nosił nazwę Teufels- diabelski, oraz drugą B ä r e n s t e i n – niedźwiedzi kamień.
- Głaz Stół Ofiarny - położony w pobliżu rozwidlenia drogi polnej z Krępcewa do Trzebienia i Morzycy. Posiada wymiary: obwód 10,7 m, długość 3,8 m, wysokość 1,6 m i szerokość 2,6 m. Przed wojną nosił nazwę S t e i n B e t h l e h e m Kremzow[12].

## Administracja

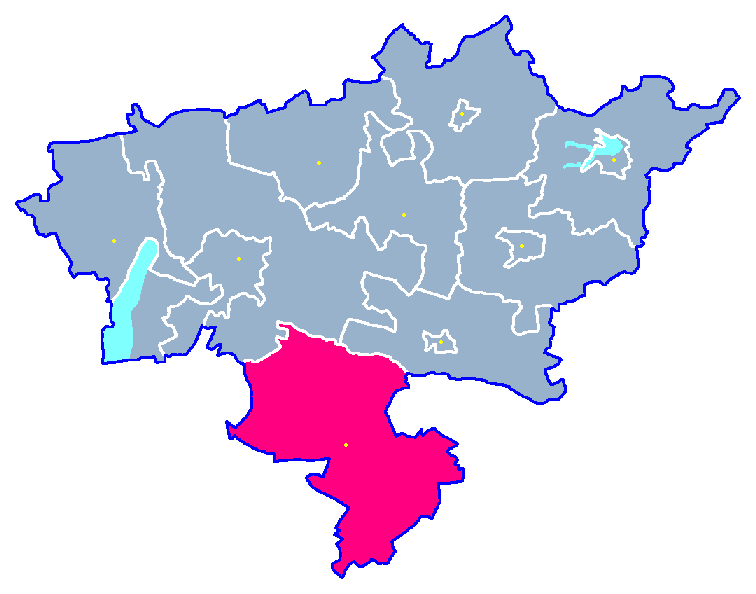
Gmina Dolice

Bezpośrednio po zdobyciu terenu gminy przez oddziały Armii Radzieckiej i Wojska Polskiego utworzono komendantury w oparciu o niemiecki podział administracyjny.
Władza radzieckich komendantów wojennych trwała od lutego 1945 r. do czerwca 1945 r.
14 marca 1945 r. Rada Ministrów RP podjęła decyzję o zorganizowaniu na ziemiach odzyskanych administracji polskiej. Utworzono 4 okręgi w tym Okręg Pomorze Zachodnie. podzielone na obwody w granicach dawnych powiatów. Obwód pyrzycki, do którego należał teren Dolic, miał początkowo siedzibę w Lipianach, gdyż Pyrzyce były bardzo zniszczone.
W latach 1954–1972 wieś należała i była siedzibą władz gromady Dolice. W latach 1975–1998 miejscowość należała administracyjnie do województwa szczecińskiego.

## Demografia
Powojenne Dolice zasiedliła ludność głównie z Kresów Wschodnich oraz Polski wschodniej i centralnej.

## Sport
W miejscowości funkcjonuje założony w 1949 roku klub piłkarski GLKS „Unia” Dolice grający w sezonie 2024/2025 w klasie okręgowej, gr. zachodniopomorskiej IV.